# Le Grand Secret
Le Grand Secret è il quarto singolo tratto dall'album Paradize del gruppo rock francese Indochine, pubblicato nel 2002.

## Il brano
Il brano è un duetto con la cantante e bassista canadese Melissa Auf der Maur.
Infatti di tutti i brani presenti nell'album uno necessitava di un duetto. Nicola Sirkis prova allora ad ascoltare diverse cantanti francesi, ma nessuna lo soddisferà. È allora che Rudy Léonet decide di andare a un concerto dei The Smashing Pumpkins dove Melissa suona il basso. Dopo due canzoni, il cantante Billy Corgan annulla il concerto a causa del suo stato di salute. Essendosi spiegato con il pubblico solo in inglese, Melissa si avvicina al microfono per tradurlo in francese. Rudy chiama allora Nico e gli dice: “ho la tua cantante”. Melissa accetterà l'invito e registrerà la canzone con Nicola a New York. La voce e il suo accento si combinano talmente bene con la musica, lei parla francese molto bene essendo nata in Quebec, che Nicola dirà al suo amico "È quella di cui abbiamo bisogno!". Nella registrazione del brano la Auf der Maur oltre a cantare suona anche il basso.
Si è classificato al 9º posto nella classifica francese dei singoli nel 2003.
Melissa si è unita alla band sul palco in più occasioni per eseguire il brano, come durante il concerto a Parigi nel 2002 e più recentemente sempre a Parigi Bercy nel 2010.

## Video
Nel video, che è stato diretto da Peggy Moulaire, appaiono Nicola e Melissa mentre cantano il brano oltre ad alcuni membri del gruppo, tutto nei colori dominanti rosso, bianco e nero.

## Tracce
CD singolo
1. Le Grand Secret (edit version) – 4:09 (Nicola Sirkis, Olivier Gérard)
2. Le Grand Secret (remix di Tricky) – 3:21 (Nicola Sirkis, Olivier Gérard)
3. Le Grand Secret (remix di Trisomie 21) – 4:49 (Nicola Sirkis, Olivier Gérard)
4. Le grand secret (album version) – 5:50 (Nicola Sirkis, Olivier Gérard)

CD maxi singolo
1. Le Grand Secret (album version) – 5:50 (Nicola Sirkis, Olivier Gérard)
2. Le Grand Secret (remix di Tricky) – 3:21 (Nicola Sirkis, Olivier Gérard)
3. Le Grand Secret (remix di Y Front) – 5:37 (Nicola Sirkis, Olivier Gérard)
4. Le Grand Secret (remix di Oli de Sat) – 8:31 (Nicola Sirkis, Olivier Gérard)
5. Le Grand Secret (remix di Trisomie 21) – 4:49 (Nicola Sirkis, Olivier Gérard)
6. Le Grand Secret (remix di Babamars) – 6:13 (Nicola Sirkis, Olivier Gérard)

## Formazione
Hanno partecipato alle registrazioni, secondo le note del singolo:

### Musicisti
- Nicola Sirkis – voce, chitarra
- Melissa Auf der Maur – voce, basso
- Olivier Gérard – chitarra, tastiere, piano

### Tecnici
- Olivier Gérard – produzione
- Phil Delire – produzione
- Gareth Jones – missaggio
- George Marino – mastering

## Classifiche
| Classifica (2003) | Posizione massima |
| ----------------- | ----------------- |
| Francia           | 9                 |
| Belgio            | 35                |
| Svizzera          | 37                |